# Väinö Hämeen-Anttila
Väinö Hämeen-Anttila (până în anul 1906 a purtat numele Andelin; n. 24 iulie 1878, Lahti, Finlanda – d. 27 ianuarie 1942, Hämeenlinna, Häme Province⁠(d), Finlanda) a fost un jurnalist, traducător și scriitor finlandez. A folosit, de asemenea, pseudonimele V.A., V.H., V.H.A. și Mikko Vilkastus.

## Biografie
Părinții lui Hämeen-Anttila au fost ceasornicarul Johan Erland Andel și Karolina Johander. A terminat școala în anul 1894 și a obținut în anul 1907 licența și masteratul în filosofie. Hämeen-Anttila, a fost redactor la ziare din Statele Unite ale Americii în perioada 1896-1898 și redactor-șef al ziarului Hämeen Sanomat în două rânduri, între 1898-1902 și 1911-1914. El a fost, de asemenea, redactor-șef și proprietar al tipografiei Mikkelin Sanomain în perioada 1902-1906. Hämeen-Anttila a fondat în 1907 editura Kustannus Oy Kansan și fost directorul ei până în 1910. Ulterior, Hämeen-Anttila a fost consilier literar la editura Arvi A. Karisto în perioada 1911-1915 și apoi director în perioada 1915-1942. În 1917 Hämeen-Anttila a fondat revista Partiolainen și a lucrat ca redactor-șef. Hämeen-Anttila a tradus în finlandeză peste o sută de lucrări, în principal din limba engleză. 
Cercetătorul islamist Jaakko Hämeen-Anttila este nepotul lui Väinö Hämeen-Anttila.

## Lucrări
- Merimiehiä, näytelmä.  1900 (ensi-ilta Suomalaisessa teatterissa 17.1.1902)
- Tyynen meren rannikoilta : pieniä kuvauksia. Otava 1900 (nimellä Väinö Andelin)
- Hämeenlinnan Säästöpankki 1846-1900 : lehtinen yhteiskuntamme historiaa. Hämeenlinna 1901 (nimellä Väinö Andelin)
- Merillä : arkielämää suomalaisessa purjelaivassa. Otava 1913
- Partiolaisen vartio-päiväkirja. Karisto 1917
- Partiopoikien opas : ensi ohjeet järjestäytymiselle. Karisto 1917
- Partiolaki : elämän käytäntöön sovellettuna, selittänyt V. Hämeen-Anttila. Karisto 1918
- Kariston näytelmäopas : selostus sarjoista "Seuranäytelmiä" ja "Huviohjelmien avuksi". Karisto 1918, 3. painos 1922, 4. painos 1925
- Kariston sivistyssanakirja, toimittanut V. Hämeen-Anttila. Karisto 1924-1928
- Uusi tietosanakirja : kahtena osana, edellinen osa A-Hiawatha, toimittanut V. Hämeen-Anttila. Karisto 1924-1928
- Uusi tietosanakirja : 2 osana, jälkimmäinen osa Hibbing-Öölanti, toimittanut V. Hämeen-Anttila. Karisto 1929-1932
- Suomalaista huumoria : kolmen vuosisadan ajalta, osat 1-4, toimittanut V. Hämeen-Anttila. Karisto 1929
- Toinen "Hyvää yötä!" : hetki lepoa kunnes nukutte : viidentoista maan kertomuskirjallisuutta 40 kirjailijan edustamana.  toimittanut V. Hämeen-Anttila. Karisto 1935
- Kolmas "Hyvää yötä" : hetki lepoa kunnes nukutte : viidentoista maan kertomuskirjallisuutta 55 kirjailijan edustamana, toimittanut V. Hämeen-Anttila. Karisto 1936
- Neljäs "Hyvää yötä!" : hetki lepoa kunnes nukutte : viidentoista maan kertomuskirjallisuutta 55 kirjailijan edustamana,  toimittanut V. Hämeen-Anttila. Karisto 1937
- Viides "Hyvää yötä!" : hetki lepoa kunnes nukutte : viidentoista maan kertomuskirjallisuutta 45 kirjailijan edustamana, toimittanut V. Hämeen-Anttila. Karisto 1938
- Seitsemäs "Hyvää yötä"! : hetki lepoa kunnes nukutte : viidentoista maan kertomuskirjallisuutta 50 kirjailijan edustamana, toimittanut V. Hämeen-Anttila. Karisto 1940
- Yhdeksäs "Hyvää yötä"! : hetki lepoa kunnes nukutte, toimittanut V. Hämeen-Anttila. Karisto 1942